# Waldo, Ohio
Waldo là một làng thuộc quận Marion, tiểu bang Ohio, Hoa Kỳ. Năm 2010, dân số của làng này là 338 người.